# Afrobrunnichia
Afrobrunnichia é um gênero botânico da família polygonaceae.